# Lesneoclerus neocleroides
Lesneoclerus neocleroides is een keversoort uit de familie mierkevers (Cleridae). De wetenschappelijke naam van de soort is voor het eerst geldig gepubliceerd in 1936 door Johannes Bastiaan Corporaal.